# カヴェナンター
カヴェナンター（Covenanters）あるいは盟約者は、17世紀のスコットランドで長老派教会の支持を盟約した人々、あるいはスコットランドの長老派教会による宗教的な運動である。スコットランドの宗教史で重要な役割を果たし、イングランドとアイルランドにも影響を与えた。
21世紀現在でもカヴェナンターをルーツに持つ教派がある。名前の由来はスコットランドのcovenantであり、主教戦争と清教徒革命で2つの重要な盟約（国民盟約と厳粛な同盟と契約）が結ばれている。
殺戮時代に殺戮された。改革長老教会がその継承者である。